# 卡雷斯河

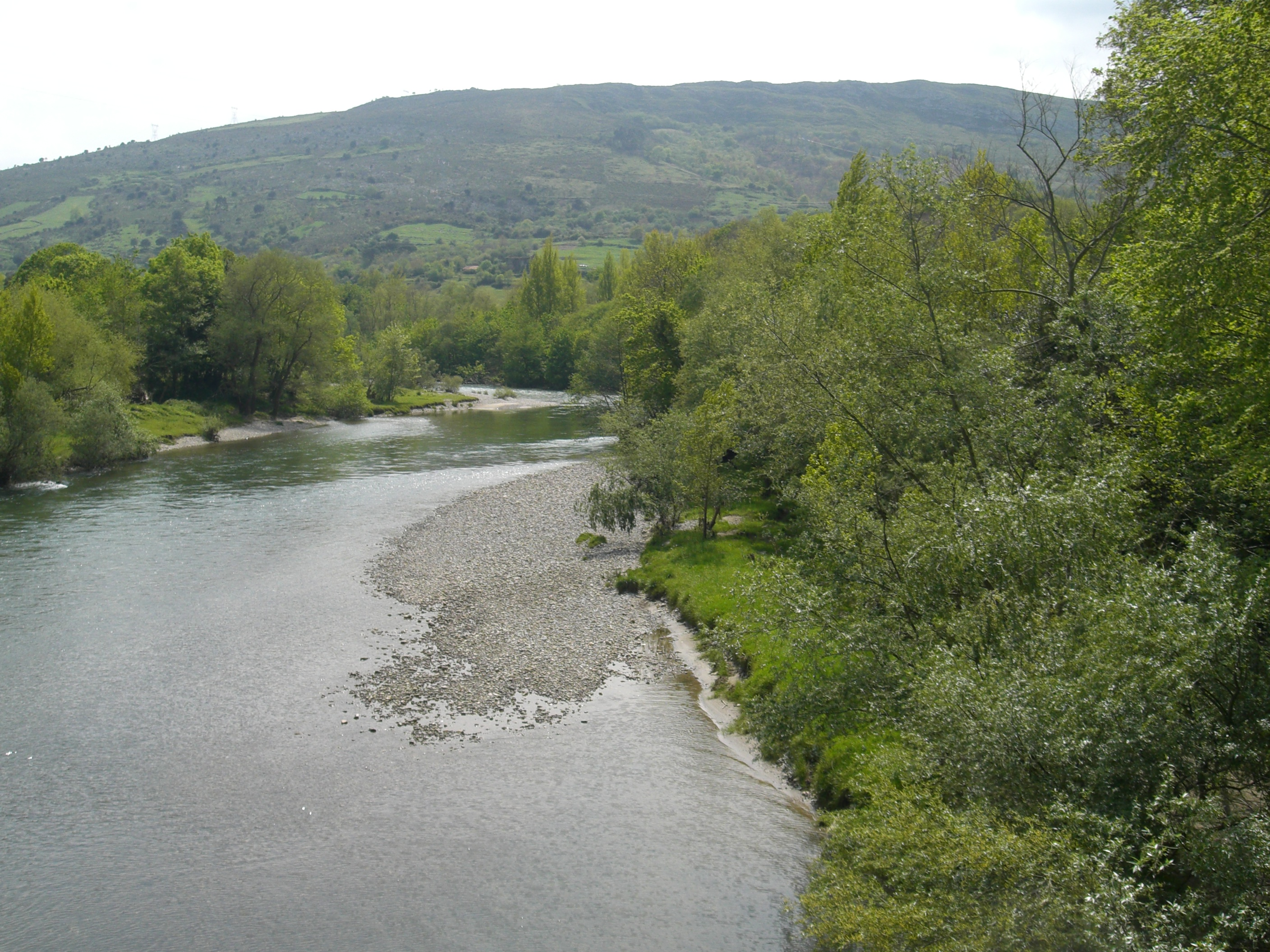
卡雷斯河

卡雷斯河（西班牙語：Río Cares）是西班牙的河流，位於該國北部，河道全長54公里，發源自坎塔布連山脈的波薩達德瓦爾德翁，流經阿斯圖里亞斯和卡斯蒂利亞-萊昂，最終注入德瓦河。

## 外部連結
- （英文） The Cares Route, Official Page in English
- （英文） Cares Canyon route and pictures, in English
- （西班牙文） Cares Canyon tourist information and pictures（页面存档备份，存于）
- （西班牙文） Cares Canyon pictures （页面存档备份，存于）
- （英文） The route, in English